# Eleição presidencial na Venezuela em 1963
A eleição presidencial venezuelana de 1963 foi realizada em 1 de dezembro e a disputa eleitoral foi marcada pela postulação de cinco candidaturas bastante competitivas: a do candidato oficial da governista Ação Democrática (AD), Raúl Leoni, apoiado pelo presidente em exercício Rómulo Betancourt, o candidato oficial do oposicionista Comitê de Organização Política Eleitoral Independente (COPEI), Rafael Caldera e dos candidatos considerados independentes Jóvito Villalba, da União Republicana Democrática (URD), Arturo Uslar Pietri, da Frente Nacional para os Independentes (FNPI) e Wolfgang Larrazábal, da Frente Democrática Popular (FDP)
Com uma participação do eleitorado venezuelano no pleito alcançando 92.27%, o candidato governista Raúl Leoni sagrou-se vencedor da disputa após 32.81% dos votos válidos, e derrotar o candidato oposicionista Rafael Caldera, que por sua vez, 20.19% dos votos válidos. Jóvito Villalba, da URD, ficou na 3.ª colocação do pleito após conquistar 18.89% dos votos válidos. Luis Beltrán Prieto, da FNPI terminou a disputa na 4.ª colocação, obtendo 16.08% dos votos válidos. Por fim, Wolfgang Larrazábal foi o 5.º candidato presidencial mais votado, conquistando 9.43% dos votos válidos.

## Resultados eleitorais
| Candidatos              | Candidatos              | Partidos                                              | Votos     | %      |
|                         | Raúl Leoni              | Ação Democrática                                      | 957 574   | 32.81  |
|                         | Rafael Caldera          | Comitê de Organização Política Eleitoral Independente | 589 177   | 20.19  |
|                         | Jóvito Villalba         | União Republicana Democrática                         | 551 266   | 18.89  |
|                         | Arturo Uslar Pietri     | Frente Nacional para os Independentes                 | 469 363   | 16.08  |
|                         | Wolfgang Larrazábal     | Frente Democrática Popular                            | 275 325   | 9.43   |
|                         | Demais candidatos       | Demais partidos políticos                             | 76 172    | 2.62   |
| Votos válidos           | Votos válidos           | Votos válidos                                         | 2 918 877 | 93.93  |
| Votos inválidos         | Votos inválidos         | Votos inválidos                                       | 188 686   | 6.07   |
| Total de votos          | Total de votos          | Total de votos                                        | 3 107 563 | 100.00 |
| Eleitorado apto a votar | Eleitorado apto a votar | Eleitorado apto a votar                               | 3 367 787 | 92.27  |